# اچیپاتی
اچیپاتی (به انگلیسی: Achipatti) در هند است که در تامیل نادو واقع شده‌است.

## خصوصیات
اچیپاتی ۷٬۴۵۹ نفر جمعیت دارد.